# Catagramma lyrophila
Catagramma lyrophila är en fjärilsart som beskrevs av Jacob Hübner 1823. Catagramma lyrophila ingår i släktet Catagramma och familjen praktfjärilar. Inga underarter finns listade i Catalogue of Life.